# Ptisana purpurascens
Ptisana purpurascens är en kärlväxtart som först beskrevs av De Vriese, och fick sitt nu gällande namn av Murdock. Ptisana purpurascens ingår i släktet Ptisana och familjen Marattiaceae. Inga underarter finns listade i Catalogue of Life.